# Parafia św. Apostołów Piotra i Pawła w Lembargu
Parafia Świętych Apostołów Piotra i Pawła w Lembargu – parafia rzymskokatolicka w diecezji toruńskiej, w dekanacie Jabłonowo Pomorskie, z siedzibą w Lembargu.

## Historia
Parafia mogła powstać w XIII w., zaś kościół gotycki, postawiony przez Krzyżaków, pochodzi z przełomu XIII i XIV w. Jego konsekracja miała miejsce w 1507 r. Z parafii pochodzi m.in.: Ignacy Łyskowski (1820-1886), pisarz, działacz narodowy i społeczny na Pomorzu, Warmii i Mazurach - jeden z współzałożycieli i prezes Towarzystwa Naukowego w Toruniu. W czasie II wojny światowej w obozie w Stutthofie zmarł proboszcz - ks. Alfons Mańkowski, zaś w Sachsenhausen zmarł wikariusz - ks. Tadeusz Hinz. Po aresztowaniu księży parafia była filią Bobrowa.

## Duszpasterstwo
Wśród wydarzeń duszpasterskich ostatnich lat należy wymienić m.in. Misje Ewangelizacyjne, które parafia przeżywała od 10 do 18 czerwca 2000 oraz nawiedzenie rodzin przez obraz Matki Bożej Nieustającej Pomocy. Powstały także: Rada Duszpasterska, Koło Przyjaciół Wyższego Seminarium Duchownego, Koło Przyjaciół Radia Maryja i Zespół Caritas. Odbyły się 2 prymicje: ks. Mirosława Kwiatkowskiego (1994 r.) i ks. Piotra Kwiatkowskiego (2000 r.).

## Kościół parafialny
Kościół gotycki z cegły. Wyposażenie wnętrza pochodzi z różnych epok od XVII do XIX w. Po roku 2000 dokonano m.in.: konserwacji ołtarza głównego i ołtarzy bocznych, remontu dachu kościoła parafialnego, odnowienia wnętrza kościoła parafialnego i rekonstrukcji figury Serca Pana Jezusa (zniszczonej przez okupanta). 

## Kościół filialny
Kościół filialny w Konojadach zbudowany jest w stylu neogotyckim. Budynek murowany z cegły na kamiennej podmurówce. W ostatnich latach odnowiono wnętrze świątyni i wykonano także ołtarz Miłosierdzia Bożego.

## Zasięg parafii
Do parafii należą wierni z miejscowości: Lembarg, Bukowiec (2-5 km), Konojady (2-4 km), Mileszewy (1 km) i Tomki I (5 km).